# فيليب رايسي
فيليب رايسي (بالألمانية: Philipp Riese) (12 نوفمبر 1989 بمويزلفيتس في ألمانيا - ) هو لاعب كرة قدم ألماني (وحمل سابقاً جنسية ألمانيا الشرقية) في مركز الوسط. لعب مع أرمينيا بيليفيلد وإرتسغيبيرغه آوه ونادي هايدنهايم وZFC Meuselwitz ‏.

## وصلات خارجية
- فيليب رايسي على موقع قاعدة بيانات كرة القدم.إي يو (الإنجليزية)
- فيليب رايسي على موقع بيانات كرة القدم. دي إي (الألمانية)
- فيليب رايسي على موقع Soccerway.com (الإنجليزية)
- فيليب رايسي على موقع عالم كرة القدم.نت (الإنجليزية)